# Fredericksburg (Ohio)
Fredericksburg es una villa ubicada en el condado de Wayne en el estado estadounidense de Ohio. En el Censo de 2010 tenía una población de 423 habitantes y una densidad poblacional de 483,2 personas por km².

## Geografía
Fredericksburg se encuentra ubicada en las coordenadas 40°40′38″N 81°52′9″O / 40.67722, -81.86917. Según la Oficina del Censo de los Estados Unidos, Fredericksburg tiene una superficie total de 0.88 km², de la cual 0.88 km² corresponden a tierra firme y (0%) 0 km² es agua.

## Demografía
Según el censo de 2010, había 423 personas residiendo en Fredericksburg. La densidad de población era de 483,2 hab./km². De los 423 habitantes, Fredericksburg estaba compuesto por el 99.29% blancos, el 0% eran afroamericanos, el 0% eran amerindios, el 0.47% eran asiáticos, el 0% eran isleños del Pacífico, el 0% eran de otras razas y el 0.24% pertenecían a dos o más razas. Del total de la población el 1.18% eran hispanos o latinos de cualquier raza.